# Kish Air
Kish Air (in persiano: هواپیمایی کیش) è una compagnia aerea che ha sede a Kish, Iran. Opera servizi internazionali, nazionali e charter come vettore di linea. La sua base principale è l'aeroporto Internazionale Mehrabad, Teheran.

## Storia
La compagnia aerea venne fondata il 16 dicembre 1989 e iniziò a operare nel 1990. È di proprietà della Kish Free Zone Organization (79%), Kish Investment and Development (11%) e Kish Development and Servicing (10%).
Per iniziare le sue operazioni passeggeri, dopo aver ricevuto il permesso di operazioni temporanee, la compagnia aerea affittò due tipi di aeromobili (tre Tupolev Tu-154 e quattro McDonnell Douglas MD-82/MD-83) dalla Bulgaria Airlines su base wet lease. Kish Air ricevette il certificato di operatore aereo (COA) nel 1991 dopo aver dimostrato la sua competenza alle autorità dell'aviazione civile, durante il suo primo anno di attività, diventando così la prima compagnia privata a ricevere un COA dall'Aviazione Civile dell'Iran. In questo momento la società iniziò a noleggiare tre Tupolev Tu-154M da società di leasing russe, restituendo gli aerei bulgari precedentemente noleggiati. La compagnia noleggiò due aerei Yakovlev Yak-42D dalla Russia.
Verso la fine del 1992, la società era sull'orlo della bancarotta e la maggior parte dei dirigenti chiave fu sostituita da un nuovo team. Nel 1999, quando Kish Air disponeva di risorse finanziarie sufficienti, decise di sostituire la sua flotta con aerei in dry lease e di proprietà, ed entro un anno fu in grado di operare due Tupolev Tu-154 in dry lease e due acquistati e di assumere e addestrare l'equipaggio e il personale di manutenzione necessari. Al 2020, Kish Air gestisce una flotta di aeromobili della serie MD-80 a medio raggio, Fokker 100 a corto raggio sulle rotte nazionali e internazionali e Airbus A321-200.

## Destinazioni
Al 2022, Kish Air opera voli tra Emirati Arabi Uniti, Iran, Iraq, Kuwait, Oman e Turchia.

## Flotta

### Flotta attuale
A febbraio 2024 la flotta di Kish Air è così composta:

### Flotta storica
Kish Air operava in precedenza con i seguenti aeromobili: